# 李艺丹
李艺丹（1989年8月4日—）是一位中国主持人。

## 生平
1989年出生于河南洛阳，2006年考入海口经济学院播音与主持系。当选2007年海口市形象大使、首届北部湾城市形象大使大赛总决赛冠军、2007年海南十大新闻人物之一。担任南海网海网宽频主持人。她喜欢阅读张爱玲、安妮宝贝的书。